# Graceland (album)
Pour les articles homonymes, voir Graceland (homonymie).
Albums de Paul Simon
Hearts and Bones
(1983) The Rhythm of the Saints
(1990)
Graceland est le septième album solo du chanteur américain Paul Simon. Sorti le 12 août 1986, il est considéré comme l'un des disques ayant lancé la world music dans sa version moderne. La deuxième chanson, qui donne son titre à l’album, lui aurait été inspirée par un voyage qu'il fit, après l'échec de son mariage avec l'actrice Carrie Fisher, vers  la propriété d’Elvis Presley, nommée Graceland, à Memphis, dans le Tennessee. Simon considère que c’est la meilleure chanson qu’il ait jamais écrite.

## Historique de l’album
Un jour qu’il était dans sa voiture, Paul Simon écoutait une cassette de musique sud-africaine donnée par un ami. Le son de la mbaqanga, ou township jive, sorte de rock des townships, lui donna immédiatement envie d’en savoir plus. Simon, grand innovateur musical, qui s’était auparavant ouvert au gospel, au blues, au jazz, au reggae, à la salsa et à la musique sud-américaine, se fit alors envoyer une vingtaine de disques, découvrit la richesse de l’univers musical de l’Afrique du Sud, et décida d’aller enregistrer un album sur place, avec les musiciens locaux et leurs instruments.
Simon compose les paroles anglaises, dans son style habituel, ancré dans la poésie du quotidien et dans la ville de New York, ainsi que les mélodies, et fait appel au groupe de chant Ladysmith Black Mambazo, ainsi qu’à des musiciens comme des musiciens du groupe Stimela (Ray Phiri à la guitare, Isaac Mtshali à la batterie), Baghiti Khumalo (basse) et le groupe vocal General MD Shirinda & The Gaza Sisters (groupe de chant traditionnel Shangaa qui repose sur des chants alternés hommes femmes).
Paul Simon fait aussi découvrir au public une danse très sud-africaine, le gumboot dancing, ou danse en bottes de caoutchouc. Il explore la variété des influences, ouvrant l’album à de la musique sotho et tsonga.
En raison de la pression politique, l'enregistrement sur place n'a duré qu'une dizaine de jours en 1985 et le montage a été effectué à New York; les paroles n'ont été composées qu'après. Une partie des morceaux ont été enregistrés aux États-Unis, comme Homeless, avant le mixage final. C’est ainsi que plusieurs artistes américains participent à diverses chansons : les Everly Brothers apparaissent sur la chanson Graceland, Linda Ronstadt sur Under African Skies et Los Lobos sur la dernière piste de l’album, All Around The World or The Myth Of Fingerprints. On repère aussi la présence du batteur Steve Gadd et du guitariste Adrian Belew. La chanson Diamonds on the Soles of Her Shoes a été composée spécialement pour l'émission Saturday Night Live du 10 mai 1986.
Le mélange réussi d’instruments, de rythmes, d’influences et de langues (anglais/zoulou) donna le signal de ce qu’on a appelé la world music. Simon explique sur la pochette de l’album que c’est « de la musique populaire (pop music), à la fois familière et étrangère ». Néanmoins, c’est le rythme et le son de la mbaqanga qui domine indubitablement.
La chanson la plus populaire de l’album est sans conteste You Can Call Me Al, qui fut classée dans les charts du monde entier, et rendue célèbre par un vidéo clip dans lequel Simon chante en compagnie de l’acteur Chevy Chase. Celui-ci, grand admirateur du chanteur, adorait particulièrement ce titre qu’il connaissait par cœur, et lui demanda de le laisser participer au tournage du clip, ce qu’il accepta. Les deux artistes se répondent, chantant tour à tour quelques paroles, dans un échange faussement sérieux hilarant.

## Controverse
Sorti en 1986, alors que l'apartheid battait son plein, l’album était politiquement incorrect. Parce qu’il avait enregistré à Johannesbourg, Simon fut notamment accusé de briser le boycott culturel et de cautionner le régime nationaliste autoritaire et ségrégationniste de P.W. Botha. L’hebdomadaire musical anglais NME titrera sur lui : « Le fruit pourri de l'apartheid » (the Rotten Fruit of Apartheid). Si l’album ne prend aucun parti idéologique (il n’y a pas de chanson anti-apartheid dans le style des protest songs dont Simon était familier dans les années 1960 et 1970 et elles ont très peu de contenu politique, contrairement à Biko (1980) de Peter Gabriel ou celles de Johnny Clegg un an plus tard), le comité anti-apartheid des Nations unies a reconnu qu’il n’apportait aucune caution au gouvernement sud-africain tout en permettant aux artistes noirs sud-africains de bénéficier d’une exposition rare et nécessaire. Ses défenseurs insistent que, s’il a techniquement violé l’interdiction, le fait de la braver et d’aller au-devant des artistes sud-africains était en soi une prise de position contre l'apartheid, sans qu’il soit besoin d’en rajouter dans le pathos ou la provocation ouvertement politique. On note aussi qu’il fit venir à New York plusieurs musiciens sud-africains pour enregistrer certaines parties de l’album.
Lors de la tournée qui suivit aux États-Unis et en Afrique, il s’assura la collaboration de la chanteuse Miriam Makeba et du musicien Hugh Masekela, qui avaient tous deux quitté l’Afrique du Sud dans les années 1960 pour des motifs politiques et qui pouvaient difficilement être soupçonnés de cautionner le régime. Les manifestations de protestations contre l'attitude de Paul Simon ont été nombreuses, avec même quelques alertes à la bombe.
Dans le documentaire consacré à la réalisation de l'album, Paul Simon explique avoir été invité par les musiciens sud-africains. Il y revendique sa liberté d'artiste, à la fois contre le régime d'apartheid mais aussi contre l'ANC; seule sa préoccupation musicale qui conduit à traiter les musiciens sud-africains comme des égaux (dans l'enregistrement et sur scène) a compté. Il a été aussi reproché aussi à Paul Simon d'avoir une vision trop festive par rapport à l'apartheid et de s'être approprié une musique africaine, en exploitant les musiciens locaux. Paul Simon estime que si son passage en Afrique du Sud a été mal interprété, le succès de l'album et de la tournée ont contribué au recul de l'apartheid et indirectement à la découverte internationale de groupes africains comme Ladysmith Black Mambazo.

## Impact et récompenses
L’album ne souffrit guère de la polémique et fut classé no 1 en Grande-Bretagne en 1986. il remporta le Grammy Award de l'album de l'année en 1986, le troisième de la carrière du chanteur-compositeur, et la chanson Graceland fut élue meilleure chanson l’année suivante.
En 1998, le magazine anglais Q le plaça au 56e rang des meilleurs albums de tous les temps, la chaîne anglaise Channel 4 84e en 2005 et le magazine Rolling Stone 81e.
Graceland a laissé un impact durable sur la culture musicale contemporaine par sa volonté de faire se rencontrer des univers musicaux jusque-là étanches.
La chanson qui ouvre l'album, The Boy in the Bubble, a été reprise par Peter Gabriel dans son album Scratch My Back sorti en février 2010.
L'album est cité dans l'ouvrage de référence de Robert Dimery « 1001 albums qu'il faut avoir écoutés dans sa vie ».
En 2006, Graceland est inscrit au registre national des enregistrements (National Recording Registry) de la bibliothèque du Congrès à Washington.
L'album reçoit le Grammy Hall of Fame Award en 2012.

## Liste des titres
1. The Boy in the Bubble (Paul Simon / Paul Simon - Forere Motlhoheloa)
2. Graceland (Paul Simon)
3. I Know What I Know (Paul Simon / Paul Simon - General Mikhatshani Daniel Shirinda)
4. Gumboots (Paul Simon / Paul Simon - Lulu Masilela - Johnson Mkhalali)
5. Diamonds on the Soles of Her Shoes (Paul Simon - Joseph Shabalala)
6. You Can Call Me Al (Paul Simon)
7. Under African Skies (Paul Simon)
8. Homeless (Paul Simon - Joseph Shabalala)
9. Crazy Love Vol II (Paul Simon)
10. That Was Your Mother (Paul Simon)
11. All Around the World or the Myth of Fingerprints (Paul Simon)

## Vidéographie
- DVD Paul Simon: Graceland, Classic Album Series DVD, Eagle Rock Entertainment, 1997.
- Paul Simon: Under African Skies, Joe Berlinger, Radical Media, A+E Networks, 2012[1], diffusé sur Arte le 27/02/2016 ("Paul Simon, Graceland - Retour aux sources africaines")